# آنگورا محمدپور
آنگورا محمدپور (به لاتین: Angura Muhammadpur) یک منطقهٔ مسکونی در بنگلادش است که در استان سیلهت واقع شده‌است. آنگورا محمدپور ۲٬۱۳۴ نفر جمعیت دارد.